# Matta (rivier)
De Matta (Russisch: Матта) is een 195 kilometer lange zijrivier van de Sinjaja in het stroomgebied van de Lena. De rivier stroomt door de Russische autonome republiek Jakoetië, in het noorden van Oost-Siberië.
De rivier ontspringt in het noordelijke deel van het Lena-plateau in het oostelijk deel van het Midden-Siberisch Bergland en telt ongeveer 300 meren.
De grootste zijrivier is de Doegda (67 km) aan linkerzijde. De rivier is bevroren van de eerste helft van oktober tot de tweede helft van mei.